# Eric Alexander (saxofonist)
Eric Alexander (4 augustus 1968) is een Amerikaanse jazz-saxofonist die hardbop en postbop speelt.

## Biografie
Alexander speelde als jongen piano, klarinet en altsaxofoon. Hij begon een klassieke studie op de altsaxofoon aan de Indiana University (onder Eugene Rousseau), maar stapte al gauw over op de jazz en de tenorsaxofoon en studeerde daarin aan William Paterson University. Hier kreeg hij les van onder andere Harold Mabern, Rufus Reid, Joe Lovano, Gary Smulyan, Norman Simmons en Steve Turre.
Hij toerde met Charles Earland (opnames met Earland verschenen in 1991 onder de titel 'Unforgettable') en speelde in clubs. In 1991 werd hij tweede (nummer één werd Joshua Redman en nummer drie Chris Potter) op de Thelonious Monk International Jazz Saxophone Competition. Hij werd snel gecontracteerd en al in 1992 verschenen twee paar albums als leider, 'New York Calling' voor Criss Cross Records, en 'Straight Up', voor Delmark. In de jaren erna kwam hij elk jaar met een of meerdere albums die allemaal goed werden ontvangen, zoals 'Mode for Mabes' (1998, 'album-pick' bij Allmusic) en 'Man With A Horn' (1999). Hij werkt sinds 1997 met het sextet 'One for All', een groep met trompettist Jim Rotundi, trombonist Steve Davis, drummer Joe Farnsworth, bassist Peter Washington en pianist David Hazeltine die speelt in de geest van Art Blakey's Jazzmessengers. Met deze band heeft Alexander inmiddels een twintigtal albums opgenomen (2017). Verder werkte hij met een kwartet met Harold Mabern (piano), Joe Farnsworth (drums) en wisselende bassisten. Met de Zwitserse pianist Stewy von Wattenwyl leidt hij het Generations Quartet (met bassist Reggie Johnson en drummer Kevin Chesham).
Alexander heeft verder gespeeld met onder meer bassist Ron Carter, gitarist Pat Martino, drummer Grady Tate, saxofonist Robert Stewart en is te horen op platen van onder andere Cecil Payne, Freddy Cole, Irene Reid en Hendrik Meurkens.
Alexander is in zijn spel beïnvloed door John Coltrane, Sonny Stitt, Dexter Gordon en George Coleman.
In 2003 werd hij door Jazz Week verkozen tot "musicus van het jaar'.

## Discografie

### Als leider
- New York Calling (Criss Cross, 1992)
- Straight Up (Delmark, 1992)
- Up, Over & Out (Delmark, 1993)
- Full Range (Criss Cross, 1994)
- Eric Alexander in Europe (Criss Cross, 1995) (kwartet met Melvin Rhyne, Bobby Broom, Joe Farnsworth
- Stablemates (Delmark, 1995) (met Lin Halliday)
- Two of a Kind (Criss Cross, 1996) (met Cecil Payne)
- Man with a Horn (Milestone, 1997 [uitgekomen in 1999]) (met Cedar Walton)
- Alexander the Great (Milestone, 1997 [uitgekomen in 1999]) (kwintet met Jim Rotondi, Charles Earland, Peter Bernstein, Joe Farnsworth)
- Heavy Hitters (Pony Canyon, 1997) (Japanse import)
- Mode for Mabes (Milestone, 1997) (met Harold Mabern)
- Extra Innings (Alfa, 1998) (Japanse import)
- Solid! (Milestone, 1998) (kwartet met John Hicks, George Mraz, Idris Muhammad)
- Live at the Keynote (Video Arts, 1999) (Japanse import)
- The First Milestone (Milestone, 1999)
- The Second Milestone (Milestone, 2000)
- Summit Meeting (Milestone, 2001) (met Nicholas Payton)
- Nightlife in Tokyo (Milestone, 2002)
- Gentle Ballads (Venus, 2004) (Japanse import)
- Dead Center (HighNote, 2004)
- Sunday in New York (Venus, 2005) (Japanse import)
- It's All in the Game (High Note, 2005)
- Gentle Ballads II (Venus, 2006) (Japanse import)
- Temple of Olympic Zeus (High Note, 2007)
- My Favorite Things (Venus, 2007) (Japanse import)
- In Concert: Prime Time (High Note, 2007)
- Gentle Ballads III (Venus, 2007) (Japanse import)
- Lazy Afternoon: Gentle Ballads IV (Venus, 2008) (Japanse import)
- Revival Of The Fittest (High Note, 2009)
- Chim Chim Cheree: Tribute to John Coltrane (Venus, 2009) (Japanse import)
- Don't Follow the Crowd (High Note, 2010)
- Gentle Ballads V (Venus, 2011) (Japanse import)
- Touching (High Note, 2012)
- Blues at Midnight (Venus, 2013) (Japanse import)
- Recado Bossa Nova (Venus, 2013) (Japanse import)
- Chicago Fire (High Note, 2013) (met Jeremy Pelt)
- The Real Thing (High Note, 2015) (met Pat Martino)
- Second Impression (High Note, 2016)

### Als 'sideman'
Met One for All (co-leider met Jim Rotondi, Steve Davis, David Hazeltine)
- Too Soon to Tell (Sharp Nine, 1997)
- Optimism (Sharp Nine, 1998)
- Upward and Onward (Criss Cross, 1999)
- The Long Haul (Criss Cross, 2000)
- The End of a Love Affair (Venus, 2001) (Japanse import)
- Live at Smoke: Volume 1 (Criss Cross, 2001)
- Wide Horizons (Criss Cross, 2002)
- No Problem: Tribute to Art Blakey (Venus, 2003) (Japanse import)
- Blueslike (Criss Cross, 2003)
- Killer Joe (Venus, 2005) (Japanse import)
- The Lineup (Sharp Nine, 2006)
- What's Going On (Venus, 2007) (Japanse import)
- Return of the Lineup (Sharp Nine, 2008)
- Incorrigible (Jazz Legacy Productions, 2009)
- Invades Vancouver! (Live At The Cellar) (Cellar Live, 2010)
- The Third Decade (Smoke Sessions, 2016)

Met Jim Rotondi
- Introducing Jim Rotondi (Criss Cross, 1996)
- Jim's Bop (Criss Cross, 1997) (kwintet met Harold Mabern)
- Excursions (Criss Cross, 1998) (One For All onder leiding van Jim Rotondi)
- Blues for Brother Ray – A Tribute To Ray Charles (Posi-Tone, 2009) (kwintet met Mike LeDonne, Peter Bernstein)
- Live at Smalls (Smalls Live, 2009) (dit kwintet omvat vijf van de zes leden van One For All, behalve Steve Davis)
- Jim Rotondi and The Loop: Hard Hittin' at the Bird's Eye (Sharp Nine, 2012)

Met Steve Davis
- The Jaunt (Criss Cross, 1995) (sextet met Mike DiRubbo, Bruce Barth)
- Dig Deep (Criss Cross, 1996) (One For All onder leiding van Steve Davis)
- Crossfire (Criss Cross, 1997) (sextet met Mike DiRubbo, Harold Mabern)
- Say When (Smoke Sessions, 2015) (sextet met Eddie Henderson, Harold Mabern)

Met David Hazeltine
- Blues Quarters, Vol. 1 (Criss Cross, 1998)
- The Classic Trio Meets Eric Alexander (Sharp Nine, 2001)
- Manhattan Autumn (Sharp Nine, 2001)
- Blues Quarters, Vol. 2 (Criss Cross, 2006)
- The Inspiration Suite (Sharp Nine, 2007)
- Inversions (Criss Cross, 2010)

Met Reeds and Deeds (co-leider met Grant Stewart)
- Wailin' (Criss Cross, 2004)
- Cookin' (Criss Cross, 2005) (met David Hazeltine, John Webber, Joe Farnsworth...de ritmesectie van One For All)
- Tenor Time (Criss Cross, 2010) (met David Hazeltine, John Webber, Joe Farnsworth...de ritmesectie van One For All)

Met Vincent Herring
- The Battle (Live at Smoke) (High Note, 2005)
- Friendly Fire (Live at Smoke) (High Note, 2011)

Met Mike LeDonne
- Smokin' Out Loud (Savant, 2003) (met Peter Bernstein, Joe Farnsworth)
- The Anniversary Quartet: You'll See! (Live At The Cellar) (Cellar Live, 2004) (met Peter Bernstein, Joe Farnsworth)
- On Fire (Live at Smoke) (Savant, 2006) (met Peter Bernstein, Joe Farnsworth)
- Five Live (Live at Smoke) (Savant, 2007) (met Jeremy Pelt, John Webber, Joe Farnsworth)
- The Groover (Savant, 2009) (met Peter Bernstein, Joe Farnsworth)
- Mike LeDonne/The Groover Quartet: Keep the Faith (Savant, 2011) (met Peter Bernstein, Joe Farnsworth)
- Mike LeDonne/The Groover Quartet: I Love Music (Savant, 2013) (met Peter Bernstein, Joe Farnsworth)
- Mike LeDonne/The Groover Quartet: Awwl Right! (Savant, 2015) (met Peter Bernstein, Joe Farnsworth)
- Mike LeDonne/The Groover Quartet: That Feelin' (Savant, 2016) (met Peter Bernstein, Joe Farnsworth, speciale gast: Vincent Herring)

Met Charles Earland (a.k.a. 'The Mighty Burner')
- Unforgettable (Muse, 1991)
- I Ain't Jivin'...I'm Jammin'  (Muse, 1992)
- Ready 'n' Able (Muse, 1995)
- Blowing the Blues Away (High Note, 1997)
- Cookin' with the Mighty Burner (High Note, 1999; opgenomen in 1997)
- Stomp! (High Note, 2000; opgenomen in 1999)
- The Almighty Burner (32 Jazz, 2000) compilatie/Muse-opnames
- Charles Earland Tribute Band: Keepers of the Flame (High Note, 2002) (met Joey DeFrancesco, Bob DeVos, Pat Martino)
- The Mighty Burner: The Best of His High Note Recordings (High Note, 2004) compilatie
- Scorched, Seared & Smokin': The Best of "The Mighty Burner" (High Note, 2011) compilatie set, 3 cd's

Met Irene Reid
- Million Dollar Secret (Savant, 1997) (met Jim Rotondi, Charles Earland, Bob DeVos)
- I Ain't Doing Too Bad (Savant, 1999) (met Jim Rotondi, Charles Earland, Bob DeVos)
- The Uptown Lowdown (Savant, 2000) (met Jim Rotondi, Charles Earland)
- One Monkey Don't Stop No Show (Savant, 2002) (met Jim Rotondi, Randy Johnston)
- The Queen of the Party (Savant, 2012) compilatie

Met anderen
- The Tenor Triangle: Tell It Like It Is (Criss Cross, 1993) (sextet met Ralph Lalama, Tad Shull & Melvin Rhyne Trio)
- Joe Magnarelli: Why Not (Criss Cross, 1994)
- The Tenor Triangle: Aztec Blues (Criss Cross, 1994) (sextet met Ralph Lalama, Tad Shull & Melvin Rhyne Trio)
- Melvin Rhyne: Stick to the Kick (Criss Cross, 1995)
- John Swana: In the Moment (Criss Cross, 1995) (sextet met Steve Davis, Kenny Barron)
- Peter Bernstein: Brain Dance (Criss Cross, 1996) (kwintet met Steve Davis, Larry Goldings)
- Pat Martino: Stone Blue (Blue Note, 1998)
- John Swana & Joe Magnarelli: Philly-New York Junction (Criss Cross, 1998)
- Paul Bollenback: Soul Grooves (Challenge, 1998)
- Cecil Payne: Payne's Window (Delmark, 1998) (sextet met Steve Davis, Harold Mabern, John Webber, Joe Farnsworth)
- Joe Farnsworth: Beautiful Friendship (Criss Cross, 1998) (sextet met Eddie Henderson, Steve Davis, Cedar Walton)
- Jimmy McGriff: McGriff's House Party (Milestone, 1999)
- Melvin Rhyne: Classmasters (Criss Cross, 1999)
- Norman Simmons: The Art of Norman Simmons (Savant, 2000)
- Dmitri Kolesnik: Blues for Dad (Boheme, 2001)
- Norman Simmons: Synthesis (Savant, 2002)
- Joe Magnarelli & John Swana: New York-Philly Junction (Criss Cross, 2003)
- Jimmy Cobb's Mob: Cobb's Groove (Milestone, 2003) (quintet met Richard Wyands, Peter Bernstein, John Webber)
- Jim Snidero: Close Up (Milestone, 2004)
- Dmitri Kolesnik: Five Corners (Challenge, 2007)
- John Swana: Bright Moments (Criss Cross, 2007)
- Larry Willis: The Offering (High Note, 2007)
- Stewy Von Wattenwyl Generations Trio Featuring Eric Alexander: Live At Marians (Bemsha Music, 2008)
- Meeting Point: Quintessence (Challenge, 2008) (kwintet met Jim Rotondi, Andrei Kondakov, Dmitri Kolesnik, Lenny White)
- Neal Smith Quintet: Live at Smalls (Smalls Live, 2009)
- Pat Martino Quartet: Undeniable – Live at Blues Alley (High Note, 2011)
- Alexis Cole with One for All: You'd Be So Nice to Come Home To (Venus, 2011) (Japanse import)
- I Carry Your Heart: Alexis Cole Sings Pepper Adams (Motéma, 2012)
- Harold Mabern: Mr. Lucky – A Tribute To Sammy Davis Jr. (High Note, 2012)
- Harold Mabern: Afro Blue (Smoke Sessions, 2015)
- Federico Bonifazi: You'll See (Steeplechase, 2015)
- Bernd Reiter Quintet Featuring Eric Alexander: Workout at Bird's Eye – A Tribute to Hank Mobley & Grant Green (Steeplechase, 2015)
- The Candy Men: Harry Allen's All Star New York Saxophone Band (Arbors, 2015) (met Grant Stewart, Gary Smulyan)